# Луций Арторий Каст
Лу́ций Арто́рий Каст (лат. Lucius Artorius Castus; умер после 185 года, Далмация, Римская империя) — древнеримский военачальник, по некоторым предположениям, послуживший историческим прототипом образа короля Артура.

## Биография
Точные даты жизни неизвестны, значился в списках в правление Марка Аврелия и Коммода. Командовал вспомогательными кавалерийскими подразделениями VI «Победоносного» легиона (Legio VI Victrix):

Dis L . Artorius Castus . Centurioni legionis Manibus III Gallicae . item Centurioni legionis IV Ferratae . item 7 leg . II Adiutricis . item 7 leg V Macedonicae . item primo pilo eiusdem praeposito classis Misenatium praefecto legionis VI Victricis . duci leg cohortium alarum Britanici niarum adversus Armoricanos . Procuratori Cente nario provinciae Liburniae iure gladi . Vi vus ipse sibi et suis H. s. est
То, что мы знаем об Артории, происходит из надписей на фрагментах саркофага и мемориальной таблички, оба найдены в Подстране на побережье Далмации (современная Хорватия). Несмотря на то, что источники точно не датированы, предположительное время изготовления саркофага (до 200 года), совмещённое с упоминающейся в надписи должностью Артория, который был дуксом, позволяют предположить, что он был неназванным командиром экспедиции 185 года в Арморику (древнее название части Галлии, включающей в себя Бретонский полуостров и территорию между реками Сена и Луара, простирающейся в глубину материка до неустановленного предела и вниз до Атлантического побережья), упоминавшейся Геродианом.
Будучи представителем неименитого плебейского рода Арториев, Луций Арторий Каст, скорее всего, был уроженцем Кампаньи — региона в Южной Италии. Согласно надписи, Арторий был центурионом в III Галльском Легионе, потом был переведён в IV Ферратский, затем в V Македонский, где он был возведён в ранг центуриона-примипила (лат. primus pilus). Затем он был назначен офицером в Мизенский флот, потом был переведён офицером в VI «Победоносный» легион.
VI «Победоносный» легион базировался в Британии, на Адриановом Валу со 122 года, на протяжении двух десятилетий поддерживая мир в регионе. Луций Арторий Каст, судя по всему, участвовал в обороне Адрианова вала. Предполагается, что он был из Бреметеннакума (деревня Рибчестер в современной центральной Англии), где стоял вместе с корпусом сарматов. Но не существует достоверных подтверждений этому. В 185 году британские легионы восстали и выдвинули собственного командующего — Приска — взамен непопулярного императора Коммода. Однако Приск отказался возглавить мятеж. Восстание было подавлено Пертинаксом, который вскоре сам стал императором после того, как Коммод был убит. Служивший в VI «Победоносном» римский кавалерийский префект Луций Арторий Каст, по всей видимости, в мятеже не участвовал, поскольку вскоре после подавления восстания Пертинакс выдвинул его в дуксы и отправил в Арморику с несколькими когортами кавалерии, где он преуспел в подавлении восстания.
Уволившись с военной службы, Луций Арторий Каст был назначен губернатором Либурнии, части Далмации. Более о нём нет достоверных сведений, хотя отец Диона Кассия был губернатором Далмации в то же время, когда Арторий управлял в Либурнии, и некоторые факты «Истории» Диона могли быть позаимствованы напрямую из биографии Артория.

## Отождествление с королём Артуром
Предположение о том, что Луций Арторий Каст — это король Артур, было впервые высказано Кемпом Малоуном в 1924 году. Хотя Арторий не был современником Саксонского вторжения в V веке, возможно, память о нём сохранилась в местных сказках и легендах, а его роль росла по мере пересказа. Вместе с тем, эта теория зиждется исключительно на созвучии имён и не стыкуется со всем остальным, что известно о короле Артуре из летописей и легенд.
Арторий отождествляется с королём Артуром в фильме 2004 года «Король Артур», в котором он был перенесён на 300 лет вперед, во времена вторжения саксов, и в игре 2005 года «Rome: Total War — Вторжение Варваров».

## Арторий Каст в культуре
- Арторий Каст является предком антагониста манги Макото Юкимуры «Сага о Винланде» Аскеладда. [5]